# Fujiwara Matsusaburō
Fujiwara Matsusaburō (em japonês:  藤原 松三郎; Tsu, 14 de fevereiro de 1881 – Fukushima, 12 de outubro de 1946) foi um matemático japonês.

## Vida
Fujiwara frequentou a escola em Quioto e estudou matemática na Universidade de Tóquio, a primeira Universidade Imperial, concluindo a graduação em 1905. Seu professor mais destacado foi Fujisawa Rikitarō (1861–1933). Em 1906 lecionou na Daiichi Kōtō Gakkō em Tóquio. Em 1908 tornou-se juntamente com Tsuruichi Hayashi (1873–1935) professor da Universidade de Tohoku em Sendai, a terceira universidade imperial, fundada em 1907. Para sua preparação foi enviado em 1908 para passar um período de estudos em Göttingen, Paris e Berlim, que se estendeu até 1911. Após retornar assumiu seu cargo de professor em 1912 na Universidade de Tohoku, onde trabalhou em estreita colaboração com o matemático Tsuruichi Hayashi, o fundador em 1911 do periódico Tōhoku Mathematical Journal. Em 1914 obteve um doutorado por recomendação do reitor da universidade.
Em 1928/1929 foi publicado seu livro-texto sobre álgebra em dois volumes e em 1934 a 1939 seu livro-texto sobre análise em dois volumes. Seu manuscrito sobre história da matemática no Japão sobreviveu ao bombardeio sobre Sendai em julho de 1945 e foi publicado postumamente. É considerado um importante historiador da matemática japonesa tradicional ao lado de Mikami Yoshio.
Em 1925 foi eleito juntamente com o matemático Teiji Takagi membro da Academia do Japão. Foi palestrante convidado do Congresso Internacional de Matemáticos em Oslo (1936).

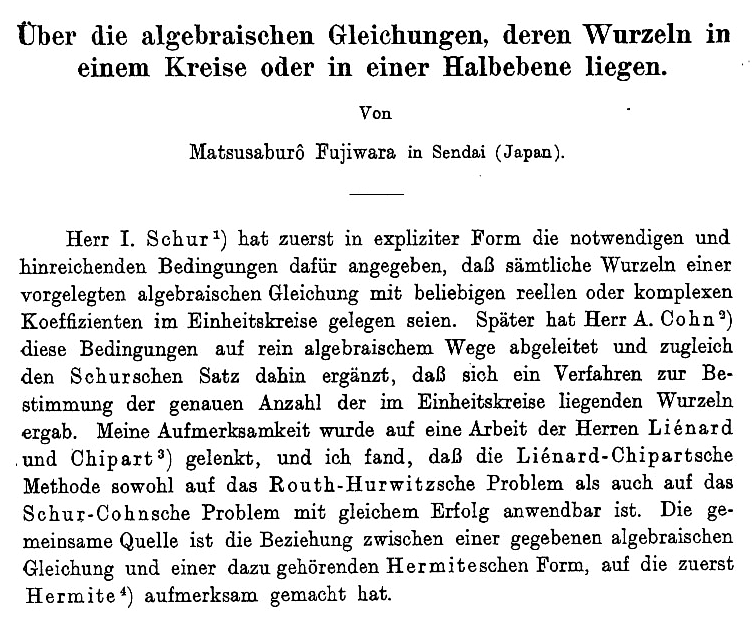
Início de um artigo de Matsusaburō Fujiwara no Mathematische Zeitschrift, 1926

## Obras
- Meiji-zen Nippon Sugakushi (Geschichte der Mathematik in Japan vor der Meiji-Zeit), 5 Volumes, 1954 a 1960
- Nippon Sugakushi-yo (Kurze Geschichte der japanischen Mathematik), 1952
- Seiyo Sugakushi (Geschichte der westlichen Mathematik), 1956
- (com Sōichi Kakeya): On some problems of maxima and minima for the curve of constant breadth and the in-revolvable curve of the equilateral triangle, Tōhoku Math. J. 11, 92–110, 1917
- Ein Problem aus der Theorie der diophantischen Approximationen, Vortrag beim Internationalen Mathematikerkongress 1936 in Oslo, online (PDF; 117 kB)